# Karel I van Montmorency
Karel I Frederik Frans van Montmorency (28 februari 1662 - 4 augustus 1726) was van 1701 tot aan zijn dood hertog van Piney-Luxemburg en van 1701 tot 1719 graaf van Ligny.

## Levensloop
Karel I was de oudste zoon van Frans van Montmorency, maarschalk van Frankrijk, uit diens huwelijk met Magdalena van Tonnerre, gravin van Ligny. Hij was luitenant-generaal in het Franse leger en gouverneur van Normandië.
In 1688 werd hij door koning Lodewijk XIV van Frankrijk benoemd tot hertog van Beaufort, een titel die een jaar later herdoopt werd tot hertog van Montmorency. Na de dood van zijn vader in 1695 werd hij ook graaf van Bouteville, Dangu en Luxe. In 1701, toen zijn moeder was overleden, erfde hij de titels van hertog van Piney-Luxemburg, graaf van Ligny en prins van Aigremont en Tingry. Het graafschap Ligny verkocht Karel in 1719 aan hertog Leopold van Lotharingen. 
Karel I van Montmorency stierf in augustus 1726. Zijn titels werden geërfd door zijn oudste zoon Karel II.

## Huwelijken en nakomelingen
Op 28 augustus 1686 huwde hij met Marie Anne d'Albert de Luynes (1671-1694), dochter van hertog Charles-Honoré d'Albert de Luynes en kleindochter van Jean-Baptiste Colbert, minister onder Lodewijk XIV. Ze kregen twee kinderen:
- Marie Henriëtte (1692-1696)
- Frans, stierf op jonge leeftijd

Op 14 februari 1696 trouwde Karel I met zijn tweede echtgenote Marie Gilonne Gillier de Clérembault (1677-1709), dochter van markies René Gillier de Clérembault. Via dit huwelijk verwierf hij de titel van markgraaf van Bellenave. Uit hun huwelijk werden vier kinderen geboren:
- Marie Renée (1697-1759), huwde in 1716 met Louis-François de Neuville, hertog van Retz en Villeroi
- Karel II (1702-1764), hertog van Montmorency en Piney-Luxemburg.
- Françoise Gilonne (1704-1768), huwde in 1722 met Louis de Pardaillan de Gondrin, hertog van Antin en Épernon
- Anna (1707-1740), graaf van Ligny en Montmorency